# Arabes
Pour les articles homonymes, voir Arabe (homonymie).
2e rangée : Gamal Abdel Nasser • Leïla Khaled • Hassan II • Rania al-Yassin 

- Monde arabe
- + 5 000 000
- + 1 000 000
- + 100 000

Les Arabes (singulier : Arabe ; en arabe (singulier) : عَرَبِيٌّ (), « arabīyun », (pluriel) : عَرَب (), « ʿarab ») sont un peuple sémite ethnolinguistique habitant le monde arabe.
L'identité arabe est généralement plus large que la langue et l'ethnicité et englobe toute l'histoire et la géographie du monde arabe. Les arabes ne sont pas une ethnie entièrement homogène, et ils comportent un éventail de sociétés et d'ascendance.
Les forces unificatrices du peuple arabe sont basées sur une langue commune, une origine commune et une identification collective au patrimoine, à la culture et à l'histoire rattaché au monde arabe. Ils sont répartis dans une zone s'étendant dans tout le monde arabe : Moyen-Orient, Afrique du Nord, Corne de l'Afrique, et îles de l’océan Indien (y compris les Comores),.
De plus, une importante diaspora arabe est établie dans le monde entier en nombre significatif, dans les Amériques, en Europe occidentale, en Indonésie, au Pakistan, en Inde et d'importantes minorités arabes vivent en Turquie, en Iran, au Mali, au Niger, au Tchad, au Kenya et en Tanzanie. Ils sont estimés à environ 400 millions dans le monde, c'est le troisième plus grand peuplement ethnique du monde.
La première mention des Arabes est apparue au milieu du IXe siècle av. J.-C.. Le mot Arabe désignait à l'origine les habitants de la péninsule arabique ainsi que les différents groupes arabes qui peuplaient le croissant fertile à l'époque préislamique, tels que les Qédarites, les Nabatéens, les Ghassanides, les Lakhmides, les arabes de Palmyre, de l'Osroène, de la Commagène, de la Characène,, d'Hatra et de la Haute Mésopotamie,, du Sinaï et de l'Anti-Liban (Iduméens).
Après les conquêtes arabo-musulmanes du VIIIe siècle et l'émergence de différents états arabes en Afrique du Nord, dans la péninsule Ibérique, au Sahel, en Afrique de l'Est, et en Asie, le terme s'appliqua aux populations arabes qui s'installèrent dans ces régions et aux populations qui adoptèrent la langue, l'identité et la culture arabes,,.
À partir du VIIe siècle, les Arabes fondèrent les califats rashidun (632-661), omeyyade (661-750), abbasside (750-1517) et fatimide (909-1071), dont les frontières atteignaient le sud de la France à l’ouest, la Chine à l’est, l’Anatolie au nord et le Soudan au sud. Le Califat omeyyade fut d'ailleurs l'un des plus grands empires terrestres de l’histoire,.
Au début du XXe siècle, la Première Guerre mondiale a marqué la fin de l’Empire ottoman, qui avait régné sur une grande partie du monde arabe depuis la conquête du Sultanat mamelouk en 1517. La fin de la guerre s'est soldée par la défaite et la dissolution de l’empire en 1922 et la partition de ses territoires, formant les États arabes modernes. À la suite de l’adoption du Protocole d’Alexandrie en 1944, la Ligue arabe fut fondée le 22 mars 1945. La Charte de la Ligue arabe (en) a approuvé le principe d’une patrie arabe tout en respectant la souveraineté individuelle de ses États membres.
Les liens qui unissent les Arabes sont ethniques, linguistiques, culturels, historiques, identitaires, nationalistes, géographiques et politiques. Les Arabes ont leurs propres coutumes, langue, architecture, art, littérature, musique, danses, médias, cuisine, vêtements, société, sports et mythologie,.
Les Arabes sont un groupe diversifié en termes d’affiliations et de pratiques religieuses. À l’époque préislamique, la plupart des Arabes suivaient des religions polythéistes. Certaines tribus avaient adopté le christianisme ou le judaïsme et quelques individus, les Hanifs, suivaient une autre forme de monothéisme. En 2018, environ 93 % des Arabes adhèrent à l’islam et il existe d’importantes minorités chrétiennes. Les musulmans arabes sont principalement de confessions sunnite, chiite, ibadi et alaouite. Les chrétiens arabes suivent généralement l’une des Églises chrétiennes orientales, telles que celles des Églises orthodoxes orientales, des Églises catholiques orientales ou des Églises protestantes orientales.
Les Arabes ont une longue histoire de contribution artistique, culturelle et scientifique. Ils ont grandement contribué, durant l’histoire ancienne et moderne, dans divers domaines tels que les arts et l’architecture, la langue, la philosophie, la mythologie, l’éthique, la littérature, la politique, les affaires, la musique, la danse, le cinéma, la médecine, la science et la technologie,.
Le métissage entre certaines populations arabes et d'autres populations limitrophes a donné naissance aux Arabo-Berbères (maghrébins), aux Afro-Arabes et aux Arabo-Perses.

## Étymologie
L’origine du mot « Arabe », du latin Arabus, (qui provient lui-même du grec ancien άραψ / áraps, « d'Arabie ; arabe ») demeure obscure, malgré les nombreuses recherches. Dans la mythologie grecque, ce nom vient du héros Arabos, né dans une vaste contrée à qui il donna son nom, l'Arabie, et à son peuple. Il pourrait provenir de l'akkadien Arabu, qui veut dire « désert ».
L’étymologie arabe elle-même considère que le mot « arabe » dérive du verbe « exprimer »[pas clair]. Ce radical[Lequel ?] pourrait également désigner « le lieu où le soleil se couche » (cf. Érèbe, les ténèbres), c’est-à-dire l’Occident. « Arabe » et « Europe » pourraient provenir de la racine ereb d'une des langues sémitiques, qui signifie « coucher de soleil » (donc occident) en hébreu.
« Arabi » a la même racine que « Erev » : le soir (« maarav » : l'occident, le couchant). L'arabe est mentionné à plusieurs reprises dans la Bible, ce qui laisserait penser que l'hébreu (« Ivri » descend d'Ever / Eber, voulant dire la traversée, le passage) venait à l'origine de l'est de l'Arabie.
« Erev » (« soir » en hébreu) et Ever (personnage biblique ancêtres des Hébreux, représentant le mouvement d'une traversée) sont constitués des mêmes lettres mais n'ont pas du tout la même racine (les langues sémitiques étant construites sur des racines le plus souvent trilitères, c'est-à-dire composée de trois consonnes) ; par ailleurs Erev et Ever n'ont ni la même étymologie, ni la même signification[réf. nécessaire].
Le mot Aribi a été trouvé dans une inscription assyrienne qui date de 853 av. J.-C. Le roi Salmanazar III relate une rébellion du prince Gindibou l’Aribi. Vers 530 av. J.-C., le mot Arabaya est transcrit dans plusieurs documents persans. Le nom de lieu Arabia est transcrit en grec par Hérodote. Par la suite tous les écrivains grecs ou latins élargissent le sens en désignant l’endroit et les habitants par le mot arabique.
D’après Deroy & Mulon, « arabe » « s’approche de l’hébreu ‘arâb « aride, stérile » ».

## Identité arabe

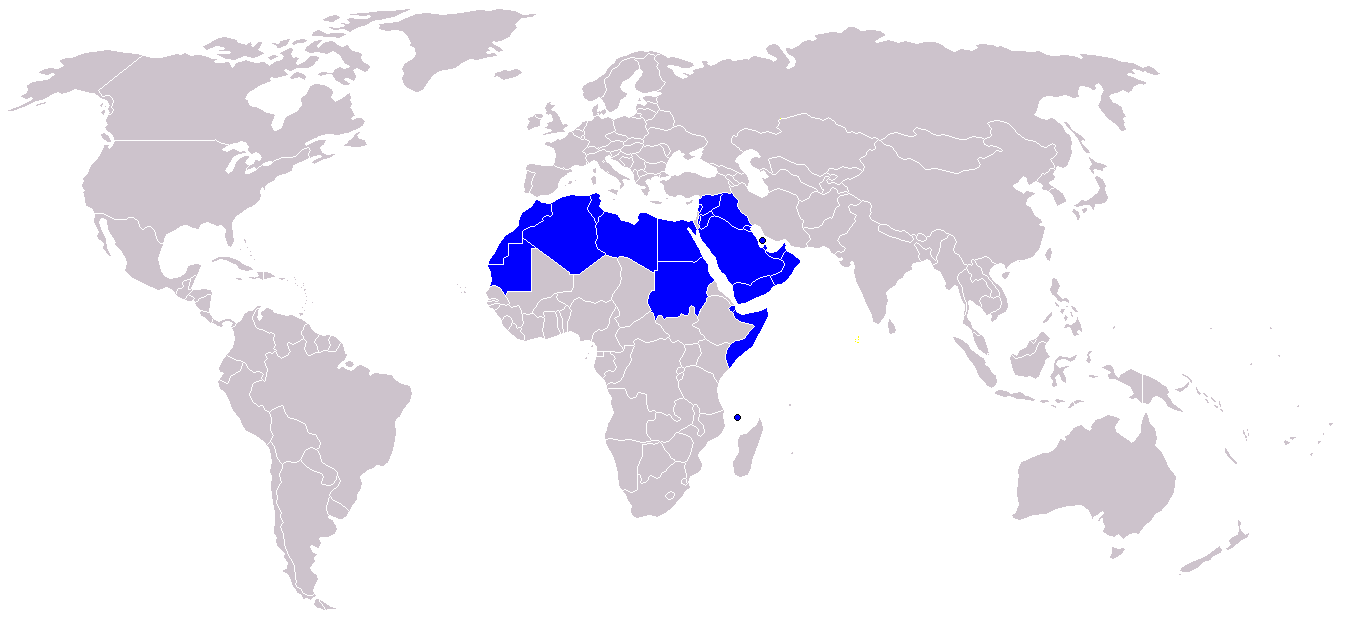
En bleu : pays membres de la Ligue arabe.

Selon l’Encyclopædia Britannica, un Arabe est « quelqu’un dont la langue maternelle est l’arabe ».
Pour Maxime Rodinson, on peut « considérer comme appartenant à l’ethnie, peuple ou nationalité arabe ceux qui : 1) parlent une variante de la langue arabe et, en même temps, considèrent que c’est leur langue « naturelle », celle qu’ils doivent parler, ou bien, sans la parler, la considèrent comme telle ; 2) regardent comme leur patrimoine l’histoire et les traits culturels du peuple qui s’est appelé lui-même et que les autres ont appelé Arabes, ces traits culturels englobant depuis le VIIe siècle l’adhésion massive à la religion musulmane (qui est loin d’être leur exclusivité) ; 3) (ce qui revient au même) revendiquent l’identité arabe, ont une conscience d’arabisé » ».
Selon Ibn Taymiyya, « est arabe celui que l'arabité domine, même s'il n'est pas descendant d'arabes, mais celui qui a abandonné l'arabité n'est plus arabe, même s'il est descendant d'arabes »[réf. à confirmer].
Wilfred Thesiger, qui a beaucoup voyagé en Asie et en Afrique, avance en 1980 dans son livre le Désert des Déserts ceci : « Il y a cinquante ans, le mot Arabe signifiait celui ou celle qui habite l’Arabie et il était souvent considéré comme synonyme de Bédouin. On donnait le nom d’Arabes non pas aux citadins ou aux cultivateurs mais aux membres des tribus qui, ayant émigré d’Arabie en Égypte ou dans d’autres pays, étaient demeurés nomades. C’est dans ce sens que j’emploie le mot « Arabe », et non dans celui qu’il a récemment acquis avec le développement du nationalisme arabe, désignant désormais quiconque a l’arabe comme langue maternelle, quel que soit son pays d’origine. ».

## Arabisation

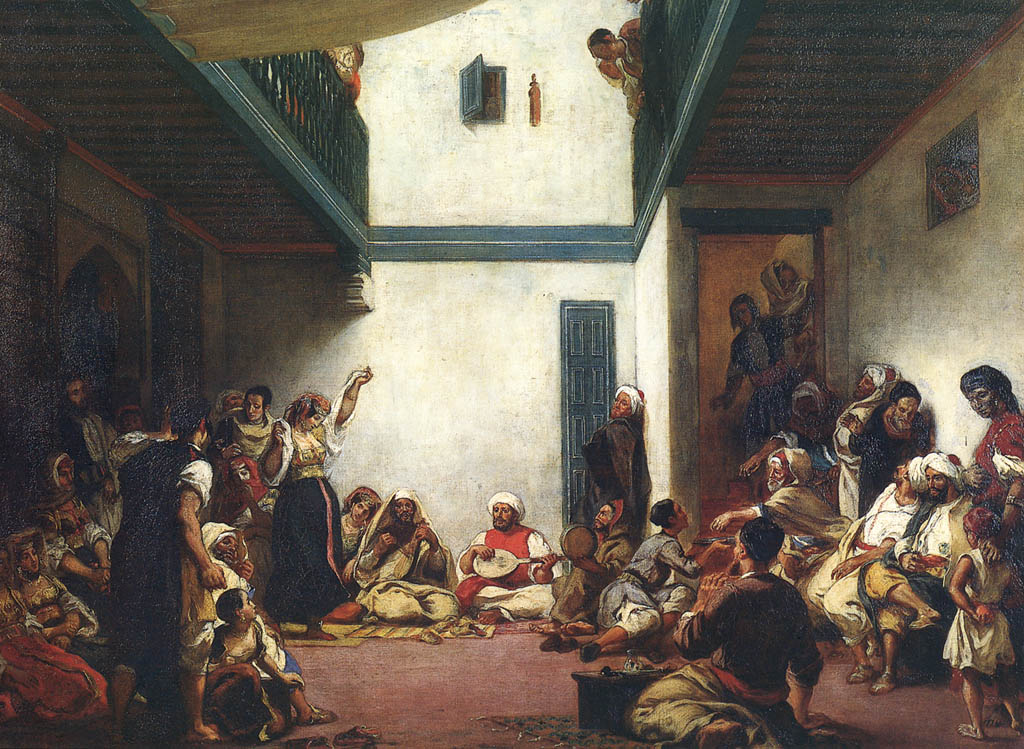
Juifs du Maroc.

Avec l’expansion de la religion musulmane à partir du VIIe siècle, certains groupes sociaux ou politiques s’arabisent petit à petit. La culture arabo-musulmane se propage, en particulier au détriment des langues locales (grec, égyptien, syriaque, berbère), notamment au Proche-Orient (Liban, Syrie, Palestine, Jordanie et Irak) et aussi en Afrique du Nord (Égypte, Maghreb, Soudan). Selon Maxime Rodinson, « les coutumes arabes admettaient et favorisaient l’adoption par les clans de gens de toute espèce et de toute origine qui devenaient ainsi des Arabes à part entière. [… De nombreux soumis] se rattachèrent aux Arabes, se considérèrent comme des Arabes, devinrent réellement des Arabes. Mais des masses encore bien plus nombreuses devinrent musulmanes ».
Les populations « arabisées » parlent souvent des variantes de l'arabe, mélangé aux langues antérieures ou déjà présentes. À l'écrit, des formes normalisées de l'arabe sont cependant le plus souvent pratiquées, soit l'arabe classique, soit l'arabe moderne. Par exemple, les Maltais parlent le maltais, une variante de l'arabe proche du tunisien, sans se considérer comme Arabes. En effet, le mouvement nationaliste maltais, au XIXe siècle, s'est construit autour du mythe d'une origine phénicienne pour contrer les partisans de l’annexion de Malte par l’Italie, alors en cours d’unification.

## Peuplement arabe

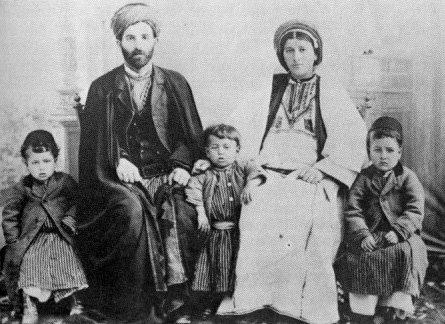
Famille arabe chrétienne de Ramallah, en 1905.

Les habitants de l’Arabie et du désert s’étendant de la Mésopotamie jusqu’en Syrie sont de langue sémite. La présence de populations bédouines y est très ancienne, puisqu’elles sont mentionnées dans des textes assyriens et babyloniens du IXe siècle av. J.-C. mais aussi dans la Bible. Selon celle-ci, elles seraient issus des fils d’Abraham, leur ancêtre serait Ismaël, frère d’Isaac l'ancêtre des Hébreux.
L’historien Marc Bergé écrit :

« Les Arabes font leur première apparition dans l’histoire en 854 av. J.-C. : l’arabe Gindibu soutint Bin Idri de Damas (le Ben Hadad II de la Bible) en lui amenant mille chameliers du pays d’Aribi à l’occasion de la bataille de Qarqar […] Peut-être le camp de Gindibu était-il situé au sud-est de Damas. Il est certain que les éléments bédouins de la péninsule arabique - qu’on appelait probablement indifféremment Aram, Eber ou Haribu - devaient être installés, à l’origine, dans la région qui s’étend entre la Syrie et la Mésopotamie et qui fut, avec la Syrie le berceau le plus ancien des Sémites. »

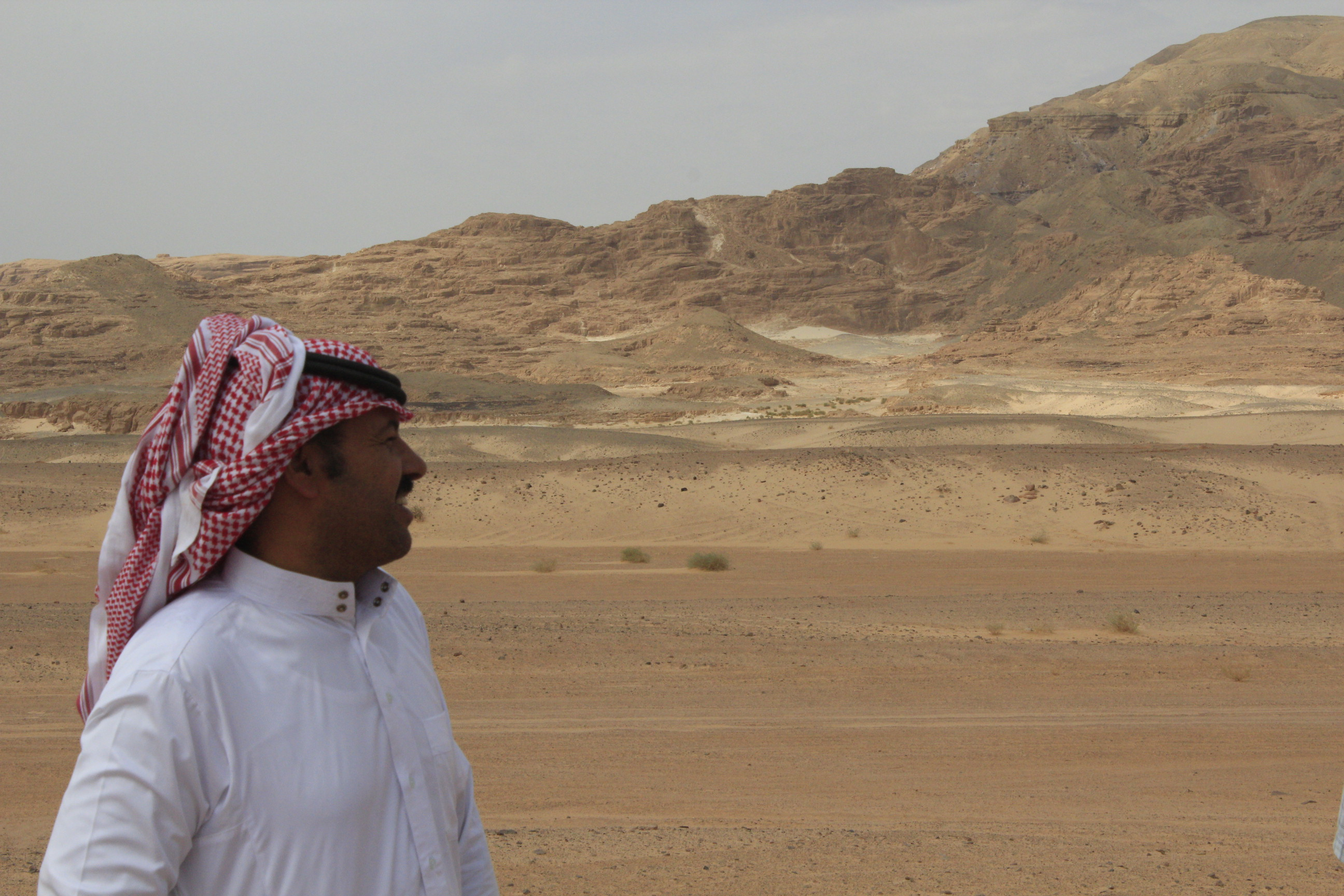
Homme arabe de Nuweiba.

À partir du VIIe siècle, certains sont partis au Proche-Orient, vers l'Asie, l’Afrique du Nord et la péninsule Ibérique, dans le cadre de la diffusion de l’islam. Il existe aujourd’hui d'importantes diasporas issues de ces pays et qualifiées d'«arabes» en Europe, en Amérique du Nord et du Sud, en Afrique de l'Ouest, de l'Est.
Une étude génétique récente publiée dans le "European Journal of Human Genetics" dans Nature (2019) a montré que les populations d'Asie occidentale, arabes, européennes, nord-africaines, sud-asiatiques (Indiens) et certaines populations d'Asie centrale sont étroitement liées les unes aux autres, et peuvent être distinguées des Africains subsahariens ou des populations d'Asie de l'Est.

### Récits d'origine

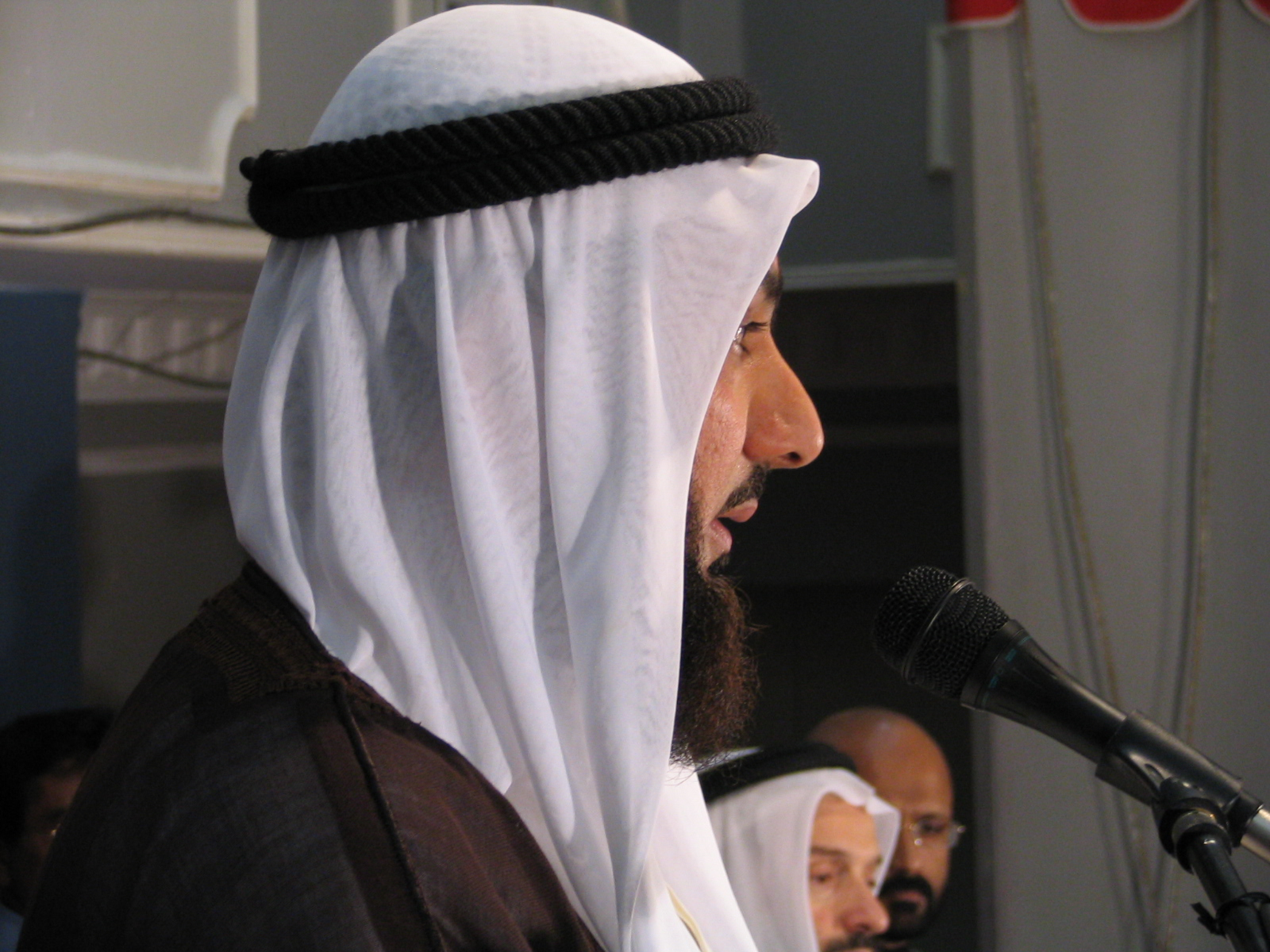
Coiffe traditionnelle des Arabes

L'histoire traditionnelle arabe classe les peuples arabes en trois catégories, à savoir : les « arabes disparus », les « arabes arabisants » (Qahtân), et les « arabes arabisés » ('Adnân), ces derniers descendraient d'Ismaël fils d'Abraham. Qahtân, originaire du Yemen, est considéré l'ancêtre des « Arabes du sud », et 'Adnan, le descendant d'Ismaël ibn Ibrahim, celui des « Arabes du nord ». Selon les textes coraniques et bibliques, Ibrahim (pour les musulmans) ou Abraham (pour les hébreux et les chrétiens) descendrait de Sem fils de Noé. Il est considéré comme l'ancêtre principal du peuple arabe. Son fils Ismaël ayant épousé la fille d'un descendant de Qahtân nommé Mudâd, engendra les douze ancêtres des douze tribus ayant peuplé La Mecque avant de se disperser de toutes parts en Arabie.

#### Arabes disparus
Les « arabes disparus » formèrent des tribus qui laissèrent peu de traces archéologiques, la tradition nous livre cependant leurs noms, à savoir : les 'Ād (en arabe : عاد), les 'Imlāq, les Jadîs, les Tasm (ar), ou encore les Thamûd disparus avant le VIe siècle. La légende pré-islamique des tribus de Tasm et Jadis les situe dans la région de Kharj.

#### Arabes Qahtanites

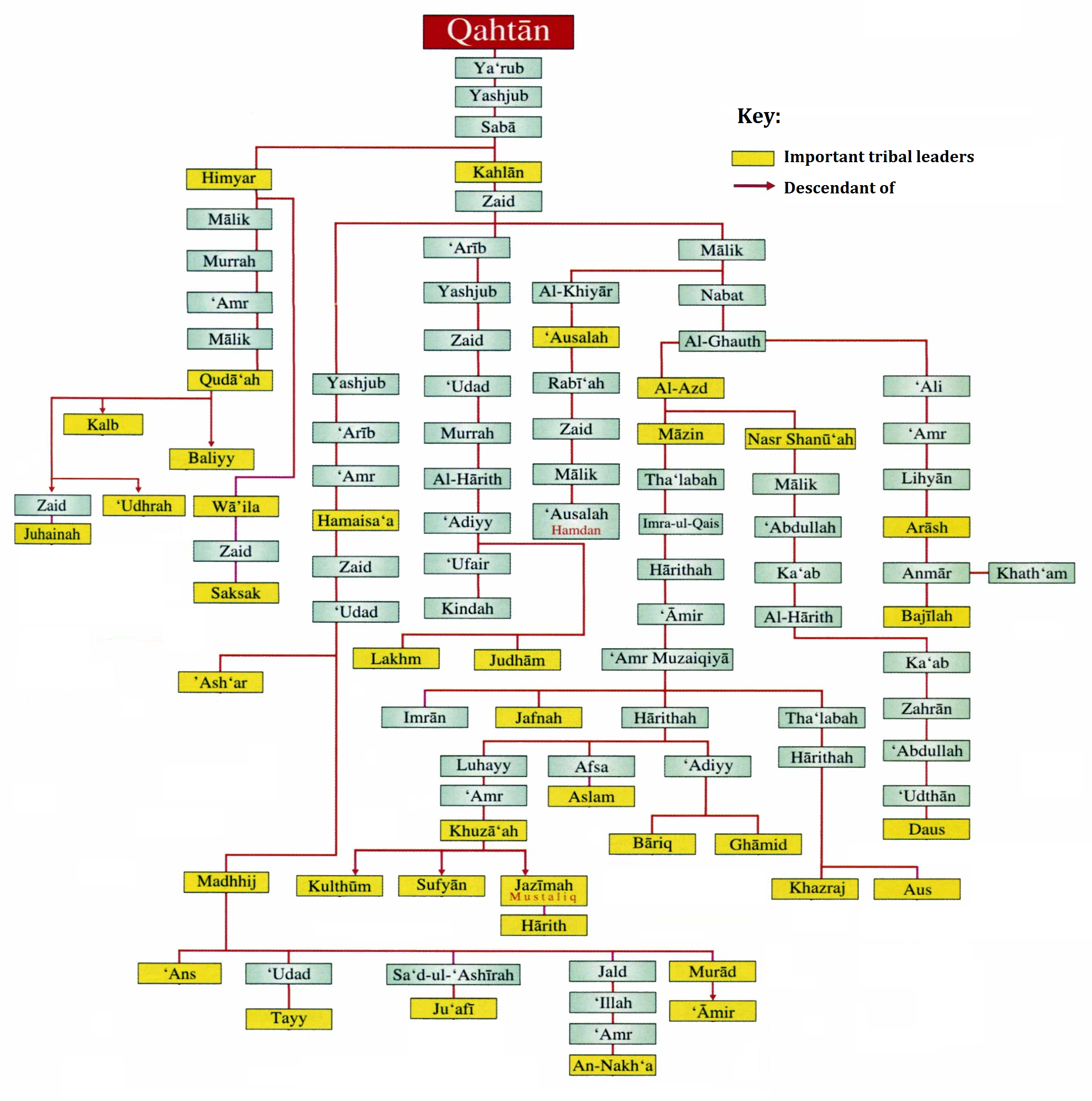

Les Arabes Qahtanites (arabe: قَحْطَانِي; translittéré: Qaḥṭānī), du nom de leur ancêtre éponyme Qahtan, sont les Arabes originaires d’Arabie du Sud et considérés — selon la tradition arabe rapportée par l'Encyclopaedia Britannica — comme les véritables Arabes. Les tribus Qahtanites sont divisées en deux sous-groupes : celui de Himyar, et celui de Kahlan, tous deux fils de Saba', lui même fils de Yashjub, fils de Ya'rub, fils de Qahtan,.
Selon la tradition arabe, Saba' partagea le pouvoir entre ses deux fils : Himyar et ses descendants furent rois tandis que Kahlan et ses descendants furent gouverneurs des provinces et chefs des armées.
De Kahlan se détachent les Azd, les Ghassanides, les Judhâm, les Lakhmides, les Kindah, les Anmâr (en), les Aws, les Hamadân, les Khazraj, les Mudhaj et les Tayy.
De Himyar se détachent les Bahrâ, les Balî, les Juhaynah (ar), les Kalb, les Qudâ'a (ar).
À l'époque préislamique, à la suite de l'effondrement du grand barrage de Marib au Yémen, plusieurs tribus Qahtanites migrèrent et s'installèrent dans le nord de la péninsule Arabique, en Syrie et en Irak,. Dans le Nejd, les Kindah fondèrent le royaume de Qaryat al-Faw, en Syrie, les Ghassanides fondèrent un royaume centré sur le Golan, et en Irak, les Lakhmides s'installèrent sur les rives de l'Euphrate et du Tigre et fondèrent un royaume centré sur Al-Hira.

#### Arabes Adnanites
Les Arabes Adnanites (arabe: عدنانيون, translittéré: 'Adnānī), du nom de leur ancêtre éponyme Adnan, sont les Arabes originaires d'Arabie du Nord et dont la lignée remonte à Ismaël par l'intermédiaire de ses douze fils. L'un des douze est Qidâr, père de Adnan qui généra Ma'ad, le père de Nizar. Le prophète Mahomet s'inscrit dans cette lignée des Adnanites
Selon la tradition arabe et islamique, Ismaël s'arabisa et appris la langue arabe au contact de la tribu Qahtanite des Jurhum après leur arrivée à La Mecque. La tribu des Jurhum contracta une alliance avec Ismaël et sa mère, Agar. Ismaël épousa une femme Jurhumite, nommée Rala bint Mudad ibn 'Amr ibn Jurhum.

### Récits antiques et médiévaux
Selon Ibn Khaldoun, les Arabes appartiennent à quatre groupes distincts, les Aribah, les Mustaribah, les Tabia lil Arab et les Mustajam. D’après lui, les généalogistes arabes classent les tribus de leur nation en deux catégories. De la première, Qahtân, descendent les Kahlan et les Himyar comme expliqué ci-dessus, de la seconde, issue d’Ismaël descend Nizar ibn Mu'id ibn Qîdâr, lequel Nizar eut quatre fils Anmâr, Iyad (ar), Rabîa et aussi Mudr l'ancêtre lointain des Quraych et du prophète Mahomet, mais aussi de la famille Al Thani qui règne depuis 150 ans sur le Qatar.
Selon Tabari, un historien musulman, Ève aurait habité à Jeddah et Adam seul à Sarandib (Sri Lanka) dans une montagne. L'explorateur Ibn Battuta prétend avoir identifié cette dernière, qui porte maintenant le nom de pic d’Adam. Adam et Ève seraient passés par l’actuelle Arabie saoudite, où Adam fit son pèlerinage et retourna à sa nouvelle demeure, à savoir La Mecque actuelle.
Tabari fait remonter Ismaël, en passant par Abraham et Noé, à Adam.
D’autres philosophes musulmans pensent que la langue d’Adam était l’arabe, mais cela a été contesté par Ibn Jinni (ar) au Xe siècle.
Une « Apocalypse d'Adam » qui reprend divers psaumes et préceptes d’Adam est un ouvrage apocryphe dont existent quatre versions en langue arabe conservées au Vatican, qui possède aussi deux versions en syriaque de cet écrit.
D'après la Torah et le Coran, la mère d’Ismaël est Agar, une Égyptienne, et son père était Abraham. Le roi égyptien avait quatre cents femmes, dont Agar. Il offre à Sarah, l’épouse d’Abraham, de choisir deux jeunes filles parmi ces femmes. Sarah n'en choisit qu'une seule, Agar, qui occupait un rang plus élevé que celui des autres, et qui se prit d’affection pour Sarah.

## Histoire

### Antiquité
La péninsule Arabique fut longtemps un berceau de civilisations et est d'ailleurs considérée par beaucoup de chercheurs comme le berceau des langues sémitiques,,,. Au Yémen, des traces de civilisations existaient dès le Ve millénaire av. J.-C.. Au Koweït, les premières preuves de navigation ont été trouvées. Au IVe millénaire av. J.-C., en Arabie orientale est née la civilisation de Dilmun. On trouve également la civilisation de Magan dans la région d'Oman, dès le IIIe millénaire av. J.-C..
La première mention connue des Arabes comme groupe distinct apparaît au IXe siècle av. J.-C. dans le monolithe de Kurkh, un enregistrement en langue akkadienne de la conquête assyrienne d’Aram. La partie finale du récit inscrit sur le monolithe contient le décompte des belligérants de la bataille de Qarqar, lors de laquelle une « alliance de douze rois » combattit Salmanazar dans la ville syrienne de Qarqar. Parmi ces rois figure Gindibu l'Arabe, roi de Qédar. Les inscriptions royales assyriennes et babyloniennes ainsi que les inscriptions nord-arabes du IXe siècle av. J.-C. au VIe siècle av. J.-C., mentionnaient les rois de Qedar comme roi des Arabes et roi des Ismaélites,,.
D’après Ctésias, au temps des Phéniciens, la Mésopotamie étaient composés de Chaldéens et d’Arabes. Les Ismaélites occupaient une partie de la Mésopotamie et une grande partie de l’Arabie. Le roi arabe à cette époque était Ariée et faisait la guerre contre Ninus, chef de Babylone et de Ninive. Selon Ferdinand Hoefer, une dynastie arabe avait occupé Babylone en 1400 av. J.-C..
Le géographe grec Strabon, au Ier siècle av. J.-C., commence à décrire avec précision le territoire des Arabes : il bénéficie du témoignage des marchands de la route de l'encens et des explorateurs romains. Ptolémée divisait les territoires arabes en 3 région : l'Arabie Pétrée, correspondant au territoire des Nabatéens, l'Arabie Déserte, correspondant au désert de la péninsule arabique et l'Arabie Heureuse, correspondant au territoire fertile de l'actuel Yémen.

#### Haute Antiquité

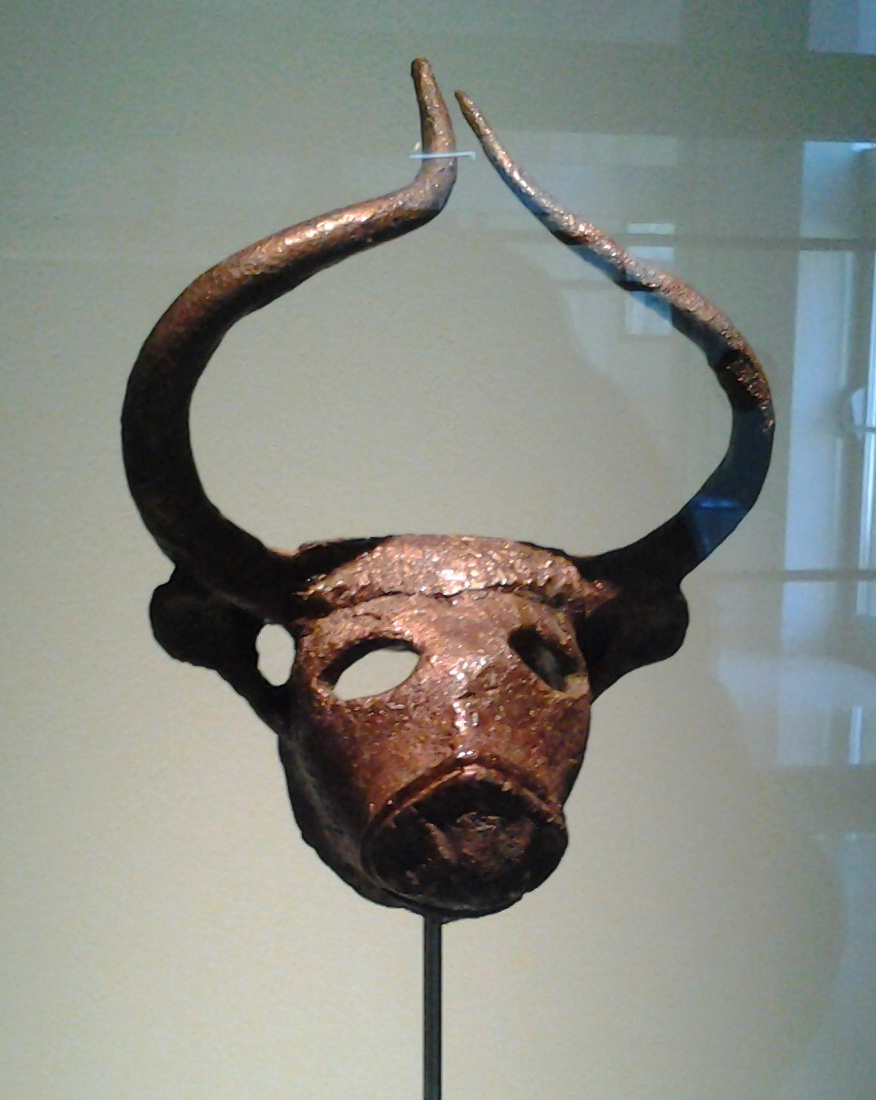
Tête de taureau en cuivre, Dilmun, vers 2000 av. J.-C. Musée national de Bahreïn.

Au IVe millénaire av. J.-C., en Arabie orientale, la civilisation de Dilmun voit le jour. À son apogée, Dilmun était une puissance commerciale qui contrôlait les routes commerciales du golfe Persique. Les Sumériens considéraient Dilmun comme une terre sainte. Dans l’épopée de Gilgamesh, les Sumériens ont décrit Dilmun comme un jardin paradisiaque et une terre pure, propre et rayonnante.
Dilmun est l’une des plus anciennes et importantes civilisations du Moyen-Orient,. Elle apparaît d’abord dans des tablettes d’argile cunéiformes sumériennes datées de la fin du IVe millénaire av. J.-C. et trouvées dans le temple de la déesse Inanna, dans la ville d’Uruk. Dilmun a prospéré jusqu'en 1800 av. J.-C. puis a commencé à décliner.
Selon les historiens grecs tels que Strabon et Hérodote, les Phéniciens étaient originaires de l’Arabie orientale, la région de Dilmun,,. Cette région était appelée Tylos par les grecs. La théorie fut d'ailleurs acceptée par l'historien allemand Arnold Heeren : « Chez les géographes grecs, par exemple, nous lisons deux îles, nommées Tyrus ou Tylos, et Arad, Bahreïn, qui se vantaient d’être la mère-patrie des Phéniciens, et exposaient des reliques de temples phéniciens ». Les habitants de Tyr en particulier ont longtemps revendiqué des origines du golfe Persique, et une similitude des mots « Tylos » et « Tyr » peut être notée.

Dilmun et Magan dans la seconde moitié du

Au IIIe millénaire av. J.-C., Dilmun commerce avec Magan, dans la région d'Oman. Magan apparaît dans les textes cunéiformes sumériens vers 2300 av. J.-C. et était célèbre pour être une source de cuivre et de diorite pour les cités de Mésopotamie ainsi que pour sa construction navale et ses capacités maritimes ; un navire de Magan était capable de transporter environ 20 tonnes de marchandises, ce qui en faisait un navire redoutable.
Sargon d’Akkad, souverain de l'Empire d'Akkad, se vantait que ses ports abritaient des bateaux de Dilmun, Magan et Meluhha. Son successeur, Naram-Sin, a non seulement conquis Magan, mais a honoré le roi de Magan, Manium, en donnant son nom à la ville de Manium-Ki en Mésopotamie. Le commerce entre la vallée de l’Indus et Sumer avait lieu par Magan.

#### Royaumes classiques

Le Royaume Nabatéen à son apogée territorial.

Au IVe siècle av. J.-C., les Nabatéens, à l'origine nomades arabes de la péninsule arabique, établissent un état dans le sud de la Syrie. La première phase de leur établissement est marquée par la croissance de leur contrôle sur les routes commerciales, leur état est alors dirigé par un conseil d’anciens. À partir du IIIe siècle av. J.-C., l’organisation commerciale et de la guerre favorisent l'établissement d'une monarchie, l'état nabatéen devient alors un royaume. La royauté des Nabatéens était, selon Strabon, une royauté efficace, où le royaume Nabatéen était « très bien gouverné » et où le roi était « un homme du peuple ». Pendant plus de quatre siècles, le royaume nabatéen a dominé, politiquement et commercialement, un vaste territoire et a sans doute été l'un des premiers royaumes arabe de la région.
Vers la fin du IVe siècle av. J.-C. et jusqu'au début du IIe siècle av. J.-C., les Nabatéens sont totalement indépendants, malgré la domination régionale des Ptolémées. Vers la fin du IIIe siècle av. J.-C., ils soutiennent Antiochos III qui repousse les Ptolémées vers le sud.

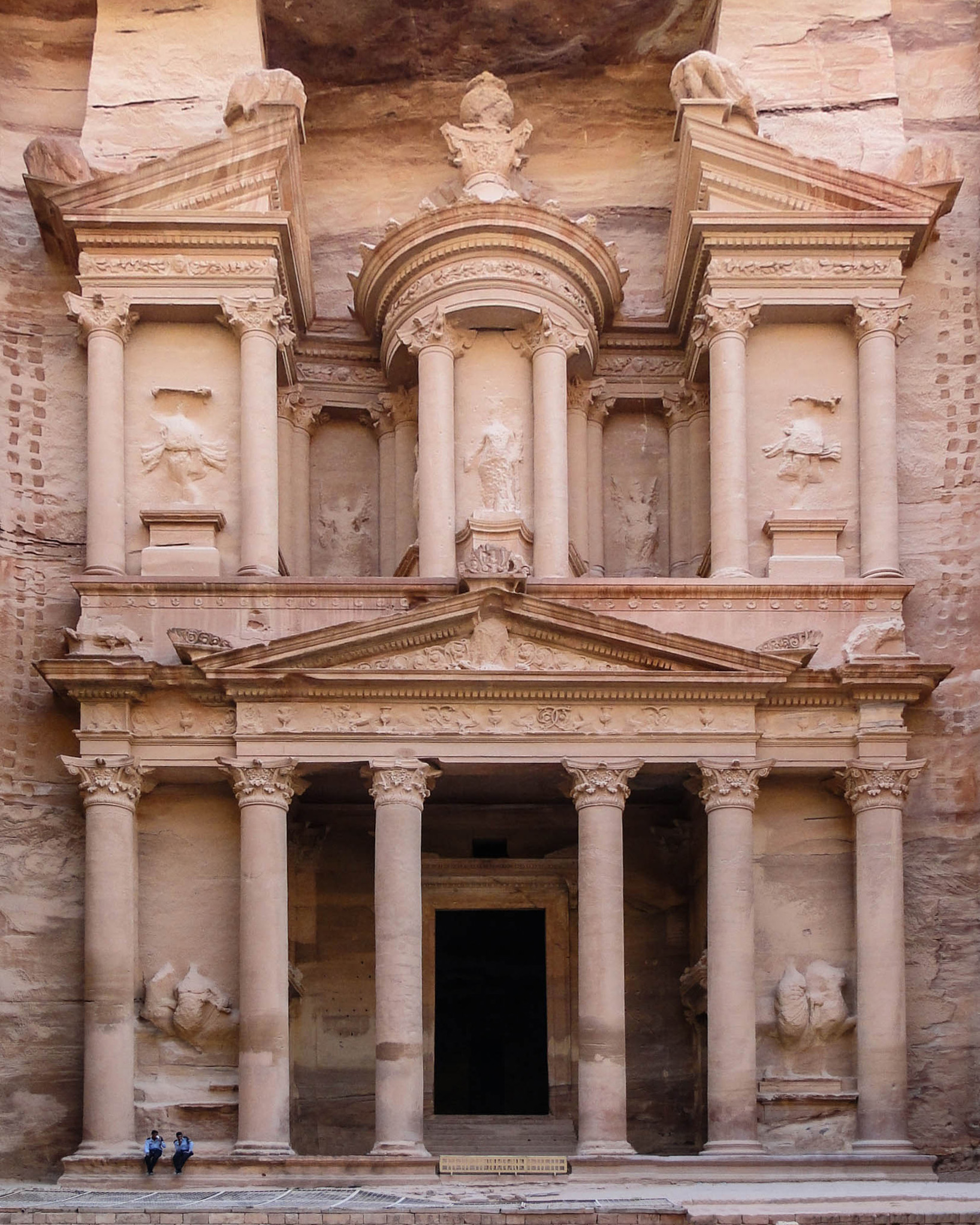
La Khazneh, le plus célèbre des monuments de Pétra.

Entre 93 et 90 av. J.-C., le roi nabatéen Obodas Ier bat Alexandre Jannée sur le plateau du Golan, mettant fin aux vues expansionnistes des Hasmonéens sur Pétra et son royaume. Il conquiert ainsi les pays de Moab et de Galaad, à l'est du Jourdain, qu'il reperdra malgré une nouvelle victoire sur Jannée vers 82 av. J.-C..
En 85 av. J.-C., Obodas Ier bat le séleucide Antiochos XII, qui est tué au combat. À sa mort, Obodas sera déifié par les Nabatéens, qui organisent son culte et construisent le Deir en son honneur.
Le roi Arétas III, fils d'Obodas Ier étend le royaume des Nabatéens jusqu’à Damas. La cité se développe grâce au commerce de la route de l'encens.
Le commerce a valu aux Nabatéens des revenus considérables et leur capitale, Pétra, devint le centre de leur richesse. Particulièrement habiles dans la collecte de l’eau de pluie, l’agriculture et la sculpture sur pierre, les Nabatéens ont construit à Pétra un ingénieux système hydraulique qui a permis un vaste établissement humain dans une zone essentiellement aride. Les Nabatéens se font également connaître pour leur technique de poterie de très haute qualité. Au Ier siècle, Pétra est à son apogée, sa population culmine à environ 20 000 habitants et c'est à cette époque que sa célèbre structure, le Khazneh, considérée comme le mausolée du roi nabatéen Arétas IV est construit.

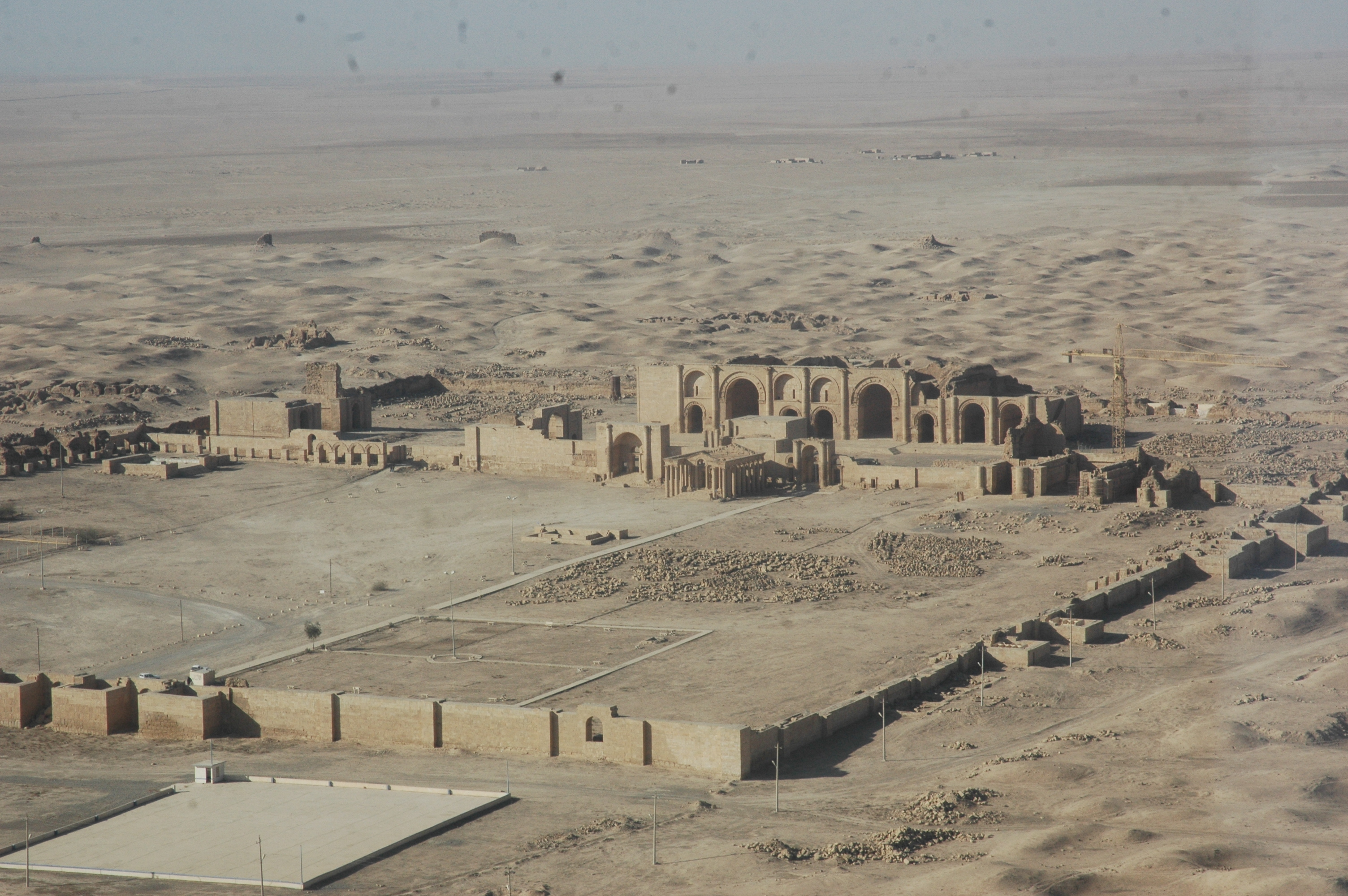
Ruines de l’ancienne ville d'Hatra. Au premier plan, l'esplanade orientale et, au second plan, le groupe monumental dominé par le grand temple à iwans de la cour occidentale.

En Haute Mésopotamie, les Arabes établissent le royaume d'Hatra au IIe siècle. Les auteurs grecs et romains nommaient d'ailleurs ce royaume « Arabie ». Les premiers dirigeants d'Hatra utilisaient le titre de marya (seigneur), mais à partir des années 170, ils ont commencé à utiliser le titre de malka (roi), prenant le titre de « roi des Arabes »,. Étant une capitale d'un des principaux royaumes de la région et en raison de sa position stratégique le long des routes commerciales caravanières, Hatra est devenue un centre religieux important.

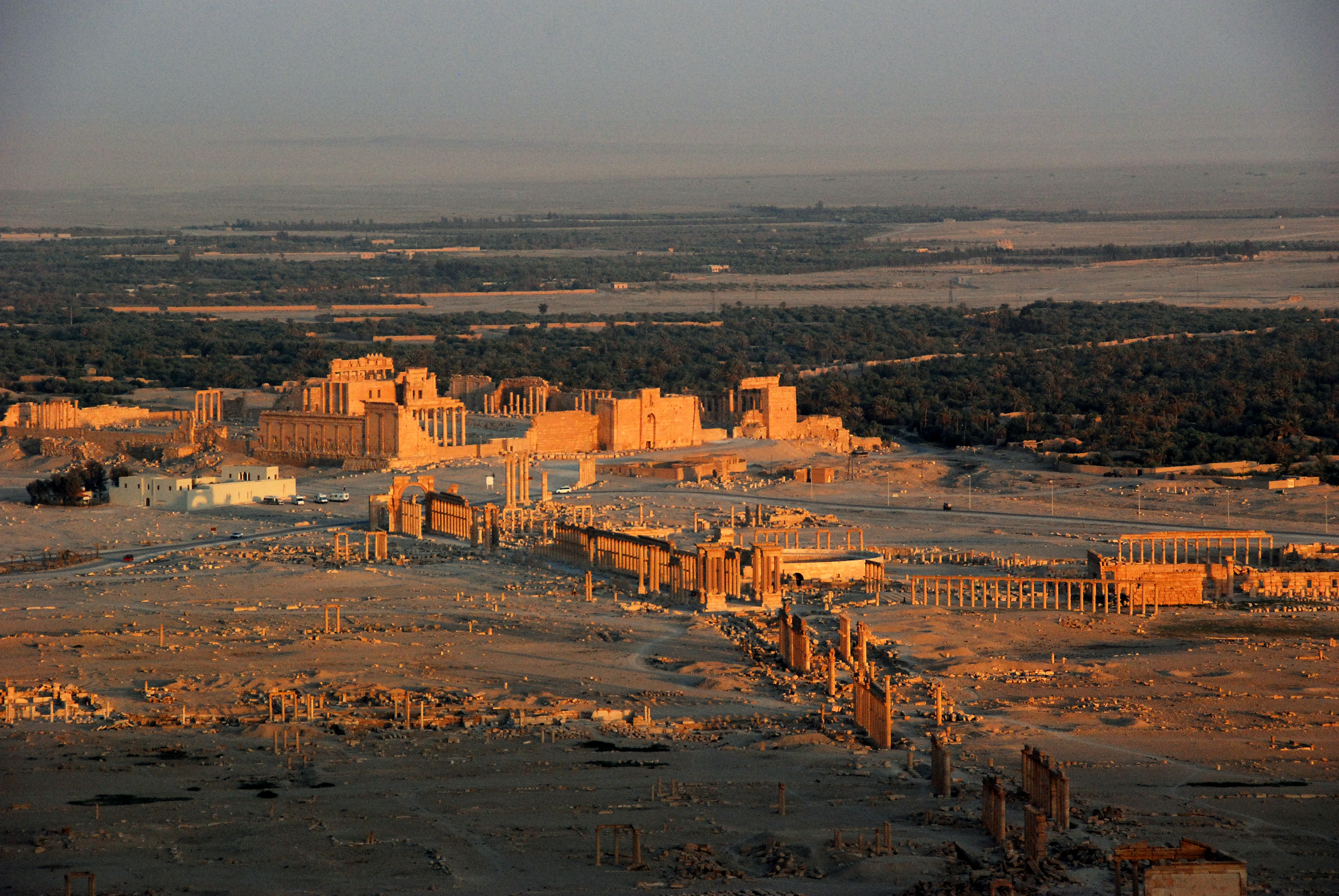
Vue générale du site de Palmyre en 2008.

À la fin du Ier millénaire av. J.-C., les Arabes s'installent à Palmyre. Ces derniers sont crédités, en 217 av. J.-C., pour avoir aidé Antiochos III, le roi séleucide, à la bataille de Raphia en envoyant un contingent de 10 000 hommes sous le commandement de Zabdibel, un de leurs cheikhs,. Les palmyréniens se considéraient d'ailleurs comme des Arabes,.

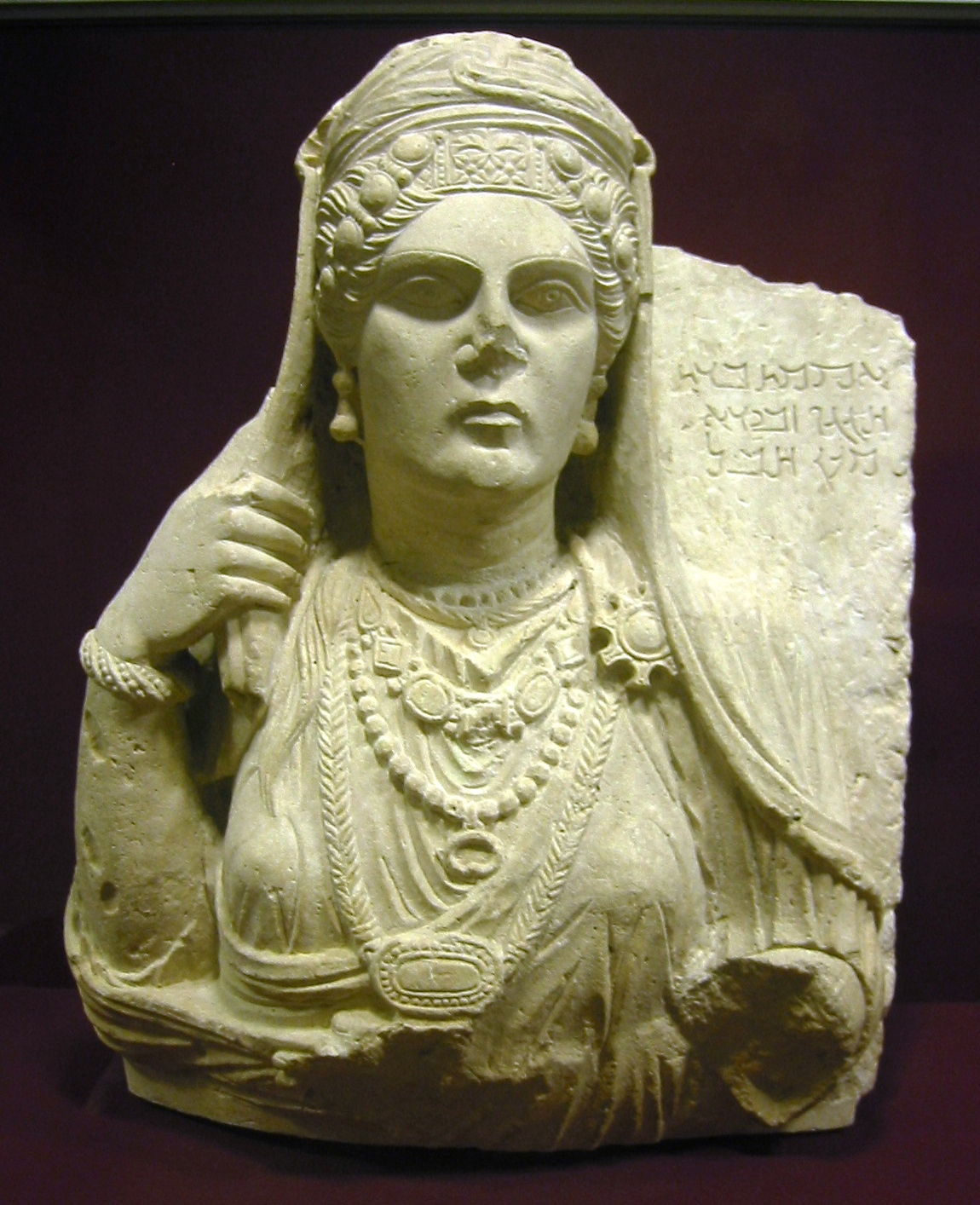
Buste funéraire d’Aqmat, fille d’Hagagu, descendant de Zebida, descendant de Ma’an ; inscription en palmyrénien. Pierre, fin du IIe siècle Provenance : Palmyre, Syrie.

La ville faisait partie d’un réseau marchand reliant la Syrie à la Mésopotamie et à la côte méditerranéenne. Le nom de Palmyre est mentionné pour la première fois dans les sources gréco-romaines en 41 av. J.-C., quand Marc Antoine lança ses troupes contre elle, pour leur procurer du butin.

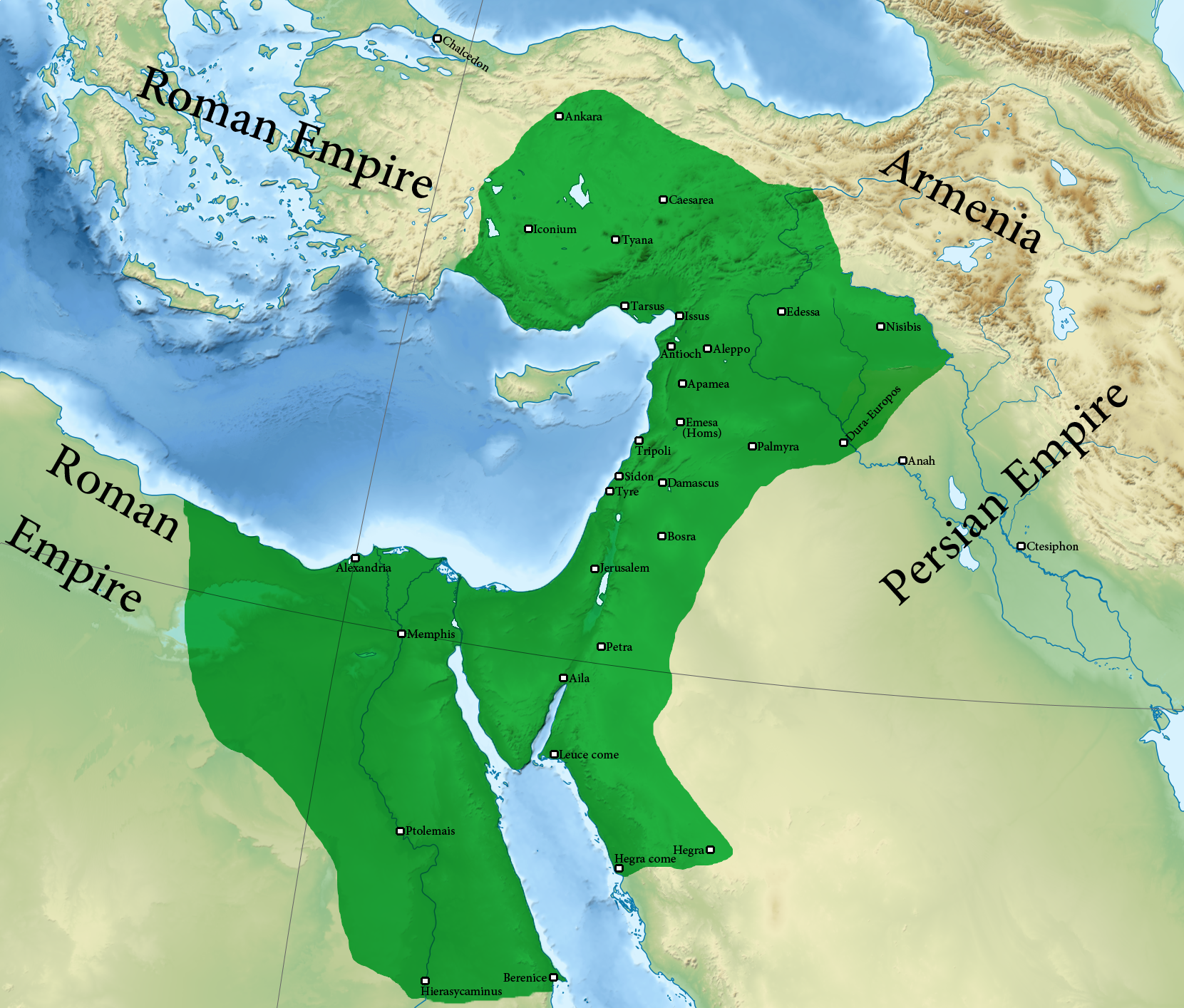
L'Empire palmyrénien sous Zénobie en 271.

Intégrée à l’Empire romain sous Tibère, en l'an 19, Palmyre atteignit son apogée sous Hadrien, qui la visita en 129. À cette occasion, elle prit le titre d’Hadriana Palmyra, épithète qui traduit habituellement une aide matérielle puissante de l'empereur, sans qu'il faille y voir l'octroi juridique d'un statut de cité libre.
Au cours de la crise du IIIe siècle, Palmyre échappa aux invasions perses qui ravagèrent la Syrie en 252 et 260. Après 260, Odénat (arabe : أذينة), un notable arabe de Palmyre, fut chargé par l’empereur Gallien de coordonner la défense de l’Orient. Allié des romains et ralliant les tribus arabes de l'Euphrate, Odénat fonda le royaume de Palmyre.
Quand sa veuve Zénobie tenta de prendre le pouvoir comme impératrice avec son fils Wahballat, Palmyre se retrouva, malgré elle, impliquée dans une guerre civile romaine et fut vaincue par l'empereur romain Aurélien.

#### Arabie du Sud

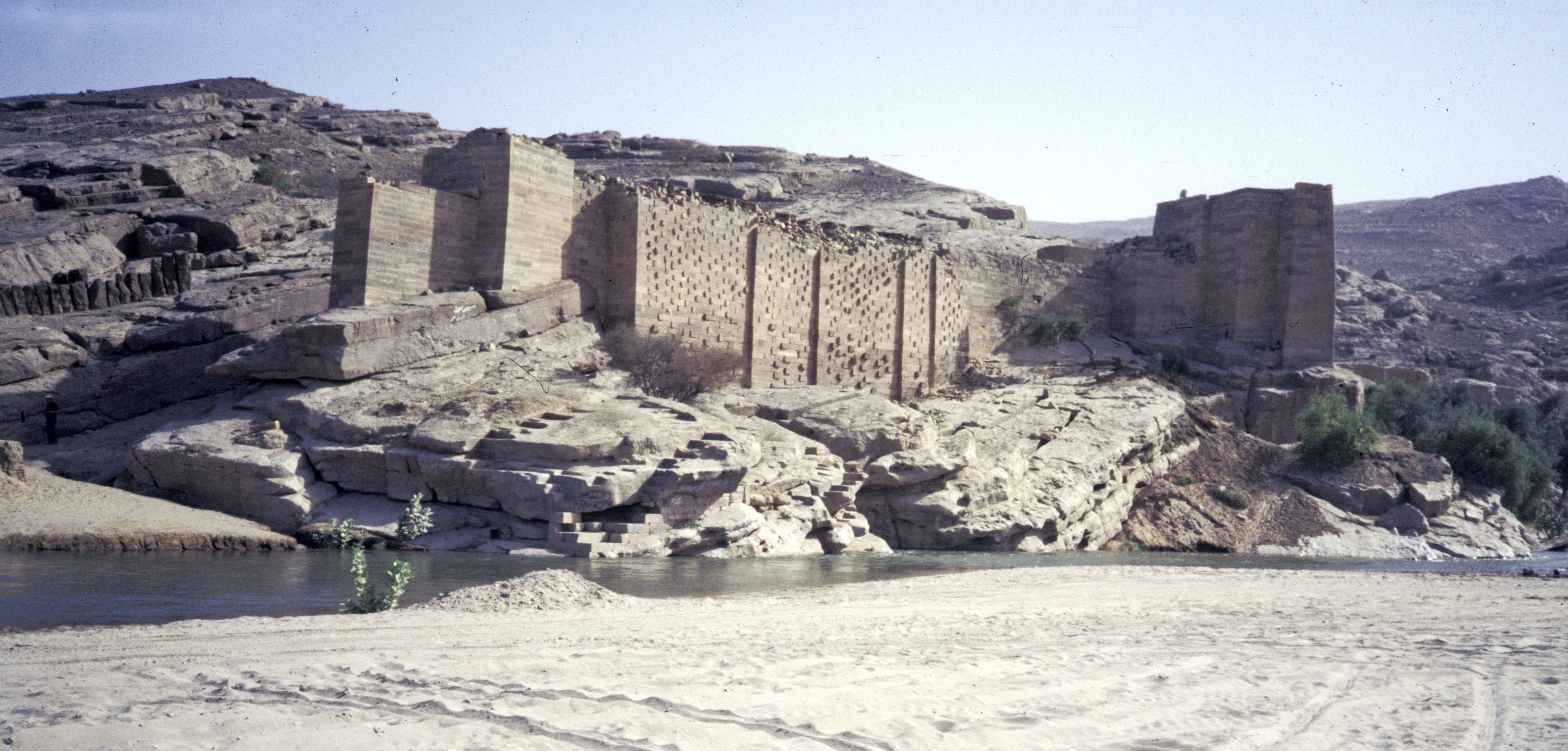
Ruines du Grand Barrage de Marib.

Dans le sud de la péninsule arabique, à partir du XIIe siècle av. J.-C., plusieurs royaumes ont commencé à monter en puissance. Ces derniers étaient Saba, Hadramaout, Qataban et Ma’in. Le plus puissant, Saba (en arabe : سَـبَـأ) est notamment connu pour être mentionné dans la Bible ainsi que le Coran. Les souverains sabéens portaient le titre de « Mukarrib », signifiant « unificateur » ou « roi-prêtre ».
Vers 1700 av. J.-C, les Sabéens ont construit le grand barrage de Marib. Bâti pour résister aux crues soudaines saisonnières qui déferlaient dans la vallée, il fut considéré comme une merveille d’ingénierie du monde antique et un des plus beaux exemples d’architecture dans la péninsule Arabique.

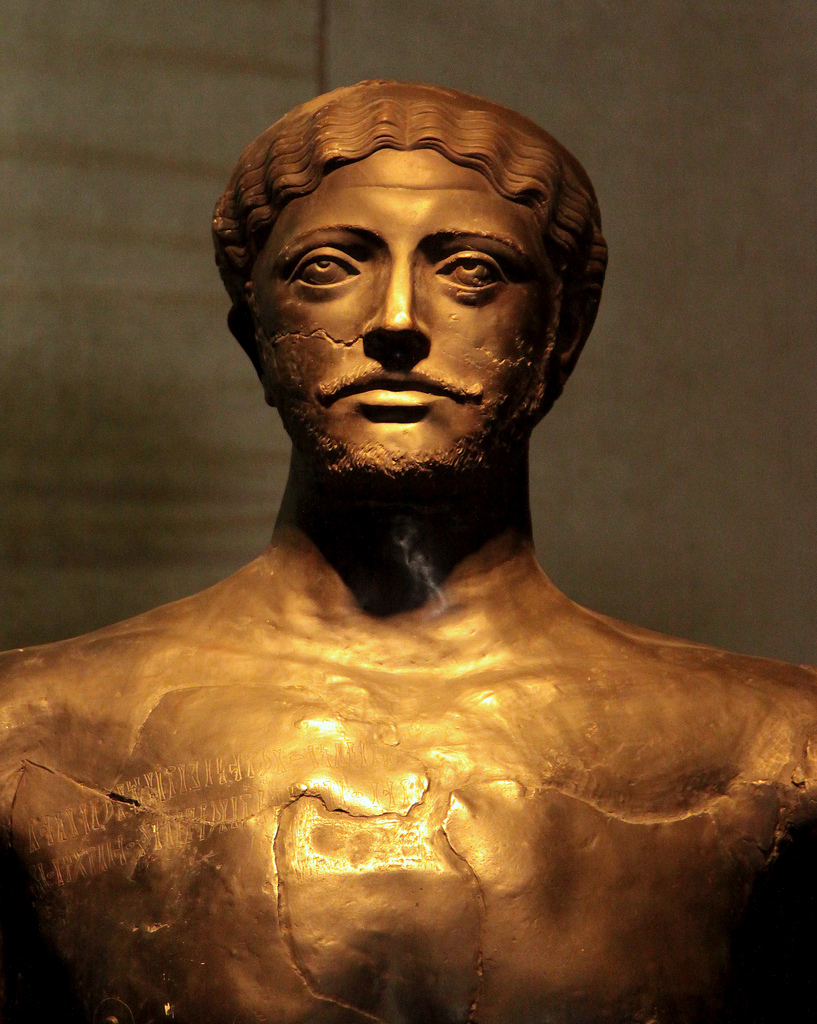
Statue du roi Himyarite Dhamar Ali Yahbur II.

Selon l'historien Jean-Claude Grenier, les sociétés sudarabiques furent les « championnes de l'irrigation » et à Marib, « plus qu'ailleurs, les hommes ont su être des jardiniers du paysage ». En effet, les premiers programmes d'irrigation à grande échelle dans la région ont commencé au IIIe millénaire av. J.-C.,.
À son apogée, sous le règne de Karib'il Watar, le royaume de Saba a étendu sa souveraineté sur une grande partie de l’Arabie du Sud et dans le nord de l'Éthiopie et l'Érythrée actuelles, où les Sabéens avaient fondé plusieurs colonies de peuplement. La présence de l'influence sabéenne en Éthiopie et en Érythrée se retrouve d'ailleurs dans l'architecture, la religion et les nombreuses inscriptions présentes,.
Au IIIe siècle av. J.-C., les royaumes de Qataban, Hadramout et Ma’in sont devenus indépendants de Saba et le sont restés jusqu'à l'unification de la région par Shammar Yahri'sh, souverain d'Himyar. Sous la domination Himyarite, l'Arabie du Sud a obtenu une nouvelle période de prospérité et de stabilité. Durant le règne d'Abîkarib As’ad (380-440), surnommé le Parfait, Himyar établit sa domination sur l'Arabie centrale (Nejd) et le judaïsme devint la religion officielle de l'état. À la suite de la conversion d'Abîkarib As'ad, les princes des grandes tribus ainsi que le peuple se convertirent, conduisant au déclin et à la disparition du paganisme en Arabie du Sud.

#### Royaumes tardifs
Issus de la grande confédération tribale des Banu Azd, les Ghassanides et les Lakhmides ont été les derniers grands groupes arabes pré-islamiques à migrer de la péninsule Arabique vers le croissant fertile.

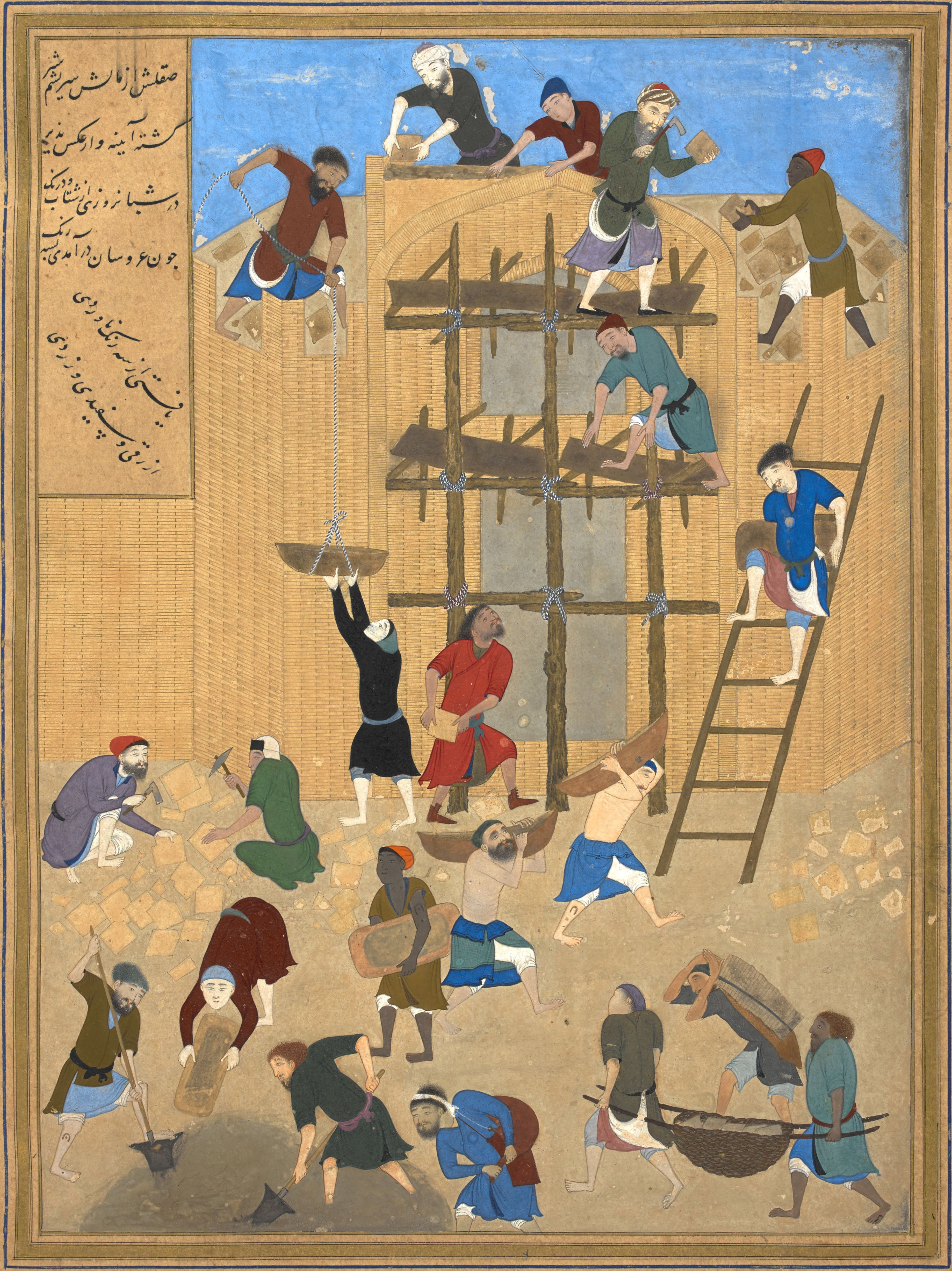
Miniature du XVe siècle, réalisée par Behzad et décrivant la construction du palais d’Al-Khawarnaq à Al-Hîra.

Au IIe siècle, les Lakhmides s'installent dans le centre et le sud de l'Irak actuel et fondent le royaume Lakhmide. L'un des premiers rois Lakhmides, Imru'l-Qays, fils du roi 'Amr I ibn Adi, (à ne pas confondre avec le poète Imrou'l Qays), mena plusieurs campagnes militaires dans la région et s'empara de nombreuses villes d'Arabie dans le but de former un royaume unifiant tous les Arabes. Imru'l-Qays forma également une grande armée et fit du royaume Lakhmide une puissance navale constituée d'une flotte de navires opérant dans le golfe persique. Après sa mort, les Lakhmides devinrent vassaux des rois Sassanides et furent chargés de contenir les incursions Byzantines, Ghassanides et Bédouines en Irak.
Les Lakhmides eurent une grande influence politique, religieuse et culturelle dans la région et sont restés influents jusqu'au VIe siècle. Leur capitale, Al-Hira, fut un centre majeur de piété et d’apprentissage chrétiens nestoriens dans le centre de l’Irak avec ses évêques, ses nombreuses églises et monastères et sa célèbre population lettrée de chrétiens arabes, les ʿIbād. Ces derniers jouèrent un rôle important dans le développement des sciences.
À son apogée au VIe siècle, Al-Hira était un centre important de la culture arabe, du christianisme et de la poésie arabe. Les rois Lakhmides firent de la ville une cité prospère ornée de palais et de châteaux, dont le plus célèbre, le Khawarnaq, fut considéré comme une « merveille du monde » à l'époque médiévale. En tant que siège d’un évêché pour les chrétiens nestoriens, Al-Hira exerça une forte influence sur la vie religieuse de l’Orient, aidant le christianisme à pénétrer dans la péninsule Arabique.

Carte du Royaume Ghassanide sous le règne du roi Al-Mundhir III ibn al-Harith, au VIe siècle.

Au Levant, vers la fin du IIIe siècle, les Ghassanides fondèrent un royaume centré sur la ville de Jabiyah, dans le Golan. Vassaux de l'Empire byzantin, dont ils forment un phylarcat, les Ghassanides protègent la frontière sud-est de l'empire des incursions Bédouines, Lakhmides et Sassanides. Sous le règne des rois Al-Harith V ibn Jabalah et Al-Mundhir III ibn al-Harith, le royaume Ghassanide atteignit son apogée. Les rois Ghassanides permettent une expansion de l’urbanisation et bâtissent plusieurs églises, monastères et autres bâtiments. Ces derniers président également plusieurs conciles et permettent le renouveau et la propagation du monophysisme en Syrie et en Arabie.
La vie de cour des rois Ghassanides fut décrite comme une vie de luxe et une vie culturelle active, avec le mécénat des arts, de la musique et surtout de la poésie arabe,. Leur culture de cour, y compris leur penchant pour les palais du désert comme Qasr ibn Wardan, a fourni le modèle pour les califes Omeyyades et leur cour. L'art arabe préislamique des Ghassanides influença ainsi grandement l'art Omeyyade,.

### Conquêtes arabo-musulmanes

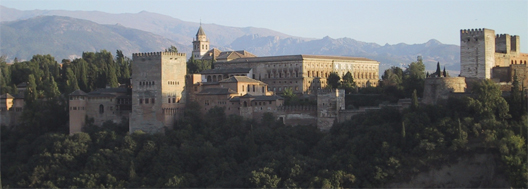
L’Alhambra, vue partielle depuis le Mirador de San Nicolás, elle fut construite par les Nasrides.

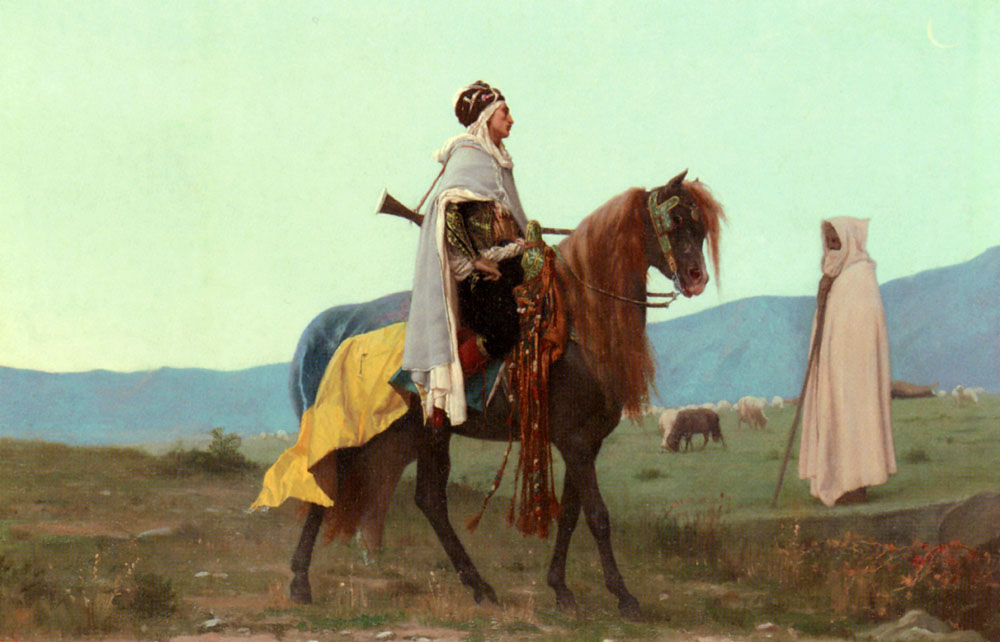
Gustave Boulanger, Un cavalier arabe, huile sur toile, 1865.

Avant le début de la conquête musulmane, les tribus arabes au centre de l’Arabie étaient essentiellement nomades, mais avaient développé des civilisations urbaines et des royaumes au sud de la péninsule Arabique; comme ceux du Yémen (Saba, Hadramaout, Ma'in, Himyar), au nord de la péninsule (royaumes Lakhmide de Al-Hira, Ghassanide), en Mésopotamie, et en Syrie (royaumes de Palmyre, de Pétra, de Hatra).
C’est à Yathrib, la future Médine, que l’islam commence à établir son pouvoir (voir Tribus musulmanes et juives de Yathrib).

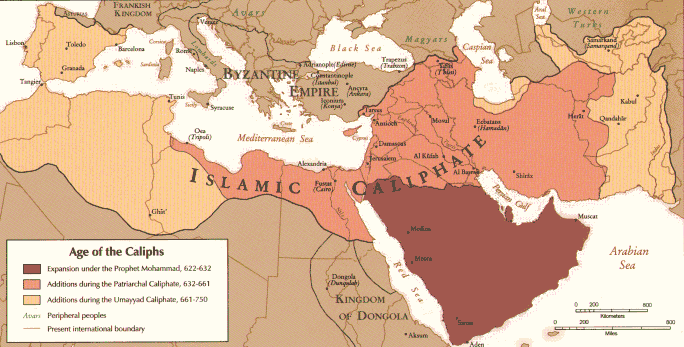
Expansion de l’islam.

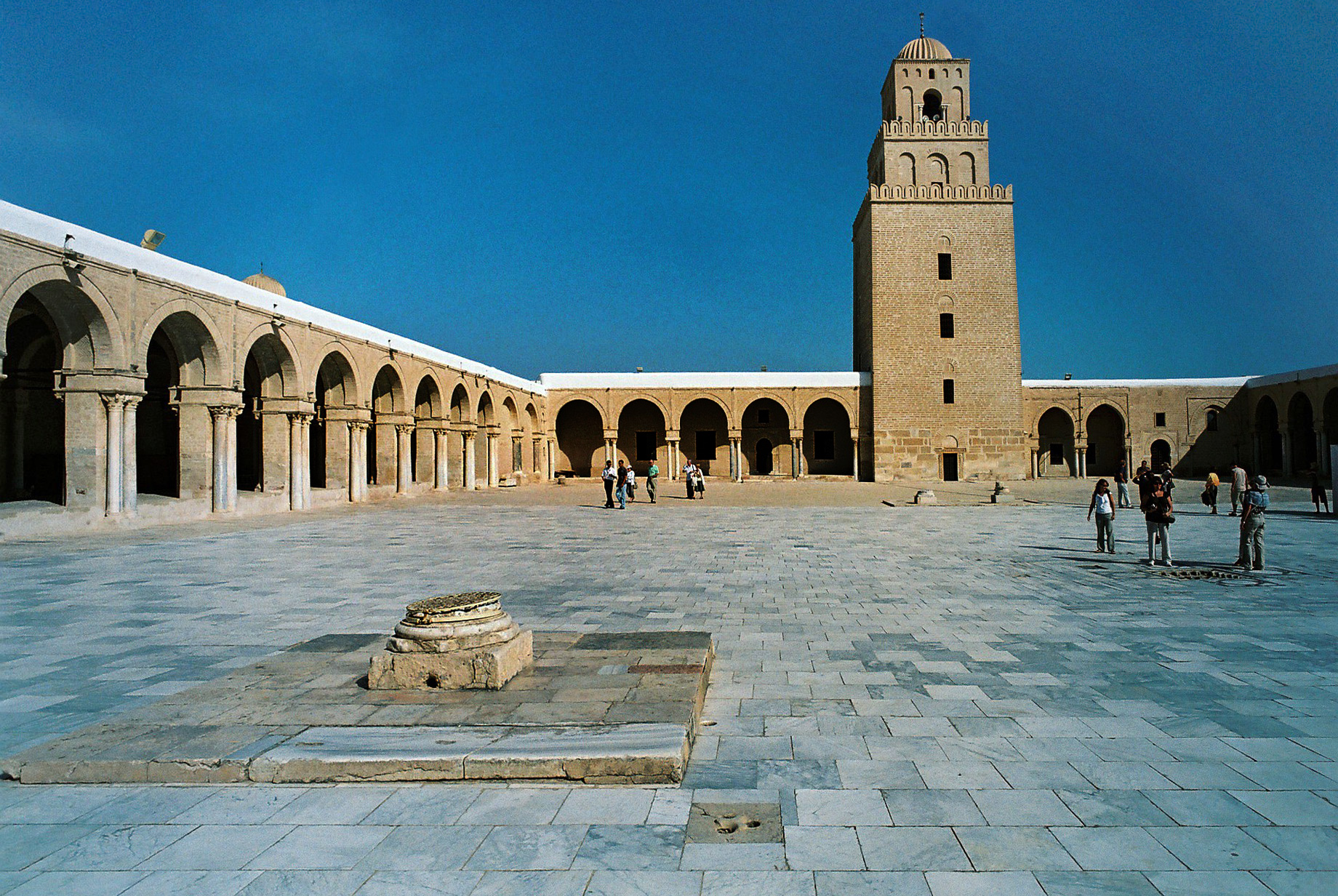
La grande mosquée de Kairouan en Tunisie, élevée par le conquérant arabe Oqba Ibn Nafi à partir de 670, est la première mosquée de l’Occident musulman.

Après la conquête de la péninsule Arabique par l’islam, les Arabes ont conquis aux VIIe et VIIIe siècles les régions voisines du Proche-Orient, l’Asie mineure, l’Afrique du Nord dans laquelle ils fondent Kairouan première cité musulmane du Maghreb. Après une conversion rapide à l’islam, une armée d'Amazigh et Arabes conquit l’Espagne pour le compte du calife omeyyade de Damas. Toutes les villes tombaient au pouvoir des Omeyyades. Plusieurs dynasties se sont maintenues pendant huit siècles, mais le règne des musulmans finit par tomber sous les attaques des chrétiens du nord. La seule dynastie survivante était la dynastie arabe des Nasrides à Grenade, elle fut la dernière à tomber en 1492. En même temps, la découverte de l’Amérique fut entamée.
Les musulmans ont régné près de huit siècles (de 711 à 1492) en Andalousie. Ils conquirent aussi le Portugal. Les Maures furent expulsés de la péninsule Ibérique en 1609 sous Philippe III[réf. incomplète]. Une partie d’entre eux s’installe en France[réf. nécessaire] surtout les chrétiens. Le reste revient en Afrique du Nord. Certains pouvoirs en Andalousie s’entendaient avec les trois communautés religieuses chrétienne, juive et musulmane. À partir de 1492, les Espagnols diffusent en Amérique des techniques et des denrées empruntées à la culture maure (les techniques d’irrigation, le sucre, le café, etc.).
Une tête de pont musulmane se maintient en Provence dans le massif des Maures, dans le Sud de la France, jusqu’à la fin du Xe siècle.
La Sicile fut également sous domination musulmane pendant près de 250 ans et la majeure partie de ses habitants se convertirent à l’islam jusqu’à ce que les armées chrétiennes et normandes récupèrent l’île, fondant le royaume de Sicile. Cette islamisation et cette arabisation furent d’autant plus radicales qu’une immigration berbère importante suivit les famines qui ravagèrent l’Afrique du Nord de 1004-1005 à 1040.
Sur plusieurs vagues les Hilaliens et les Banou Salim, des tribus du centre de la péninsule Arabique, s'installent d'abord en Égypte avant de faire la conquête du Maghreb au milieu du XIe siècle.
Le Proche-Orient et le Maghreb ont par la suite été intégrés en totalité ou en partie à d'autres empires (ottoman, espagnol, portugais, anglais, français, etc.).

## Religions

### Histoire
Dans l'Antiquité, les habitants de l'Arabie pratiquaient des religions animistes variées. La Mythologie arabe préislamique comptait de nombreuses divinités (Allat (parfois écrit Al Lât), Hubel, Quzeh, Al Ozzâ, Wadd (Amour), Amm (ar), Yagût, Nasr, etc.). La Kaaba était un lieu sacré en Arabie avant Mahomet,. On peut mentionner aussi le mythe de la Reine de Saba, appelée « Balqis » en arabe.
Des Arabes pratiquaient des religions monothéistes (christianisme, judaïsme, etc.) avant l’apparition de l’islam. De nombreux Arabes de religion juive vivaient dans la région, notamment à Yathrib (Médine) où ils étaient agriculteurs et artisans[source insuffisante]. Certaines y sont restées jusqu'au XXe siècle, en particulier au Yémen. Après l'hégire, une grande partie des Arabes embrassent la religion musulmane.

### Christianisme
Il existe près de quinze millions d’Arabes chrétiens dans l’aire géographique arabo-musulmane : en Égypte (de 8-16 %), en Syrie (5,4-9,4 %), au Liban (34-41 %), en Palestine (6 %, 11 % avec la diaspora palestinienne), en Israël (2%), en Jordanie (3-4 %), en Irak (2,7-3,5 %).
Parmi les Arabes du Brésil qui constituent environ 7 % de la population, la communauté arabe compte ainsi 8 millions. Les chrétiens de la Grande Syrie sont venus au Brésil en 1837. En tout, il y a 17 millions d’Arabes en Amérique latine.
Aux États-Unis, les Arabes sont estimés à 3,5 millions, dont environ 63 % sont chrétiens et 24 % musulmans. Leur communauté qui s’est installée dès le début du XXe siècle en provenance de Syrie, du Liban et d’Égypte, regroupe une population peu nombreuse mais très bien assimilée, avec de nombreux exemples de réussites personnelles, tels John Sununu et Ralph Nader dans la politique, Bobby Rahal dans le sport, ou Paul Anka et Frank Zappa dans la musique. Ces dernières années, de nouveaux immigrants sont arrivés d’Irak.

### Judaïsme
L'expression « juifs arabes » désigne les personnes de religion juive dont l'arabe est la langue maternelle et/ou originaires d'un pays arabe. La présence de juifs dans la péninsule arabique, et dans des pays qui seront arabisés après la conquête arabe du VIIe siècle, est très ancienne. Elle peut être attribuée d'une part à des vagues migratoires de juifs originaires de Jérusalem et du royaume de Juda, fuyant les persécutions (voir dans l'article diaspora juive, la première et la deuxième diaspora) ; d'autre part, à des conversions au judaïsme dans les pays où ces juifs exilés s'étaient établis. Pour une vue d'ensemble, voir l'article Juifs arabes et pour l'histoire de ces juifs par pays, voir les différents articles Histoire des Juifs par pays.
Après la création d'Israël en 1948, quand de nombreux pays arabes mènent une politique discriminatoire et répressive à l'égard des juifs, près de 900 000 d'entre eux partent ou sont chassés des pays arabes, où ils résidaient et étaient nés, et partent habiter dans le nouvel État dont ils obtiennent la nationalité ou ailleurs en Europe et en Amérique.

## Héritage et transmission du savoir classique
Il est communément admis que ce sont des chrétiens syriaques (en) qui ont traduit la majorité des textes des auteurs grecs en arabe et que les versions commentées d’Aristote, de Platon ou d’autres sont parvenues en Europe avec des annotations des penseurs musulmans qui ont ainsi contribué d’une certaine manière au mouvement des idées sans en avoir été pour autant les importateurs exclusifs. La latinisation du nom de ces commentateurs montre leur prestige auprès des savants européens : Ibn Rushd est devenu Averroès, Ibn Sina Avicenne, Ibn Tufayl Abubacer, Ibn Bajjah Avempace, Hunayn ibn Ishaq Johannitius.
L’islam a rapidement conquis la Perse sassanide et la majeure partie de la chrétienté orientale où chrétiens et juifs reçoivent le statut de dhimmi soumis à l’impôt. Les conquérants exigent également de leurs tributaires une contribution intellectuelle qui nourrira cette civilisation naissante en puisant dans les trésors de la pensée antique. La Syrie devint le principal centre de la pensée hellénique, après que Justinien a fermé les écoles d’Athènes. À l’exception de quelques œuvres traduites directement du grec en arabe, les ouvrages grecs étaient traduits en syriaque, une forme tardive d’araméen, dans un mouvement qui s’amplifia après la conquête musulmane.
Le calife Al-Mamun (Abbasside) qui est attaché à la doctrine Mutazilite met en place au début du IXe siècle un atelier de traduction appelé Bayt al Hikma (Maison de la sagesse) à Bagdad et envoient des caravanes à Byzance pour acquérir des manuscrits grecs. Ce mouvement de traduction inclut des ouvrages tant de médecine, de logique ou de philosophie grecques que de littérature persane ou d’astronomie indienne qui font émerger une nouvelle culture philosophique et scientifique arabe appelée l’adab, imprimant un essor nouveau aux savoirs en général et à la science en particulier.
Parmi les traducteurs fameux, on peut mentionner au IXe siècle le médecin Hunayn ibn Ishaq, connu en Occident sous le nom de Johannicius. Ce nestorien arabe transcrit les corpus médicaux d’Hippocrate et de Galien qui serviront de base au Canon de médecine d’Avicenne qui sera lui-même traduit en latin et fera autorité durant cinq siècles. D’autres personnalités sont à mentionner tels al-Farabi (872-950) qui donne une interprétation d’Aristote et de Platon harmonisant les deux philosophies ou encore le savant al-Biruni (973-1048), qui décrit l’histoire de l’Univers dans la tradition grecque. Enfin, l’œuvre d’Averroes (~1126-1198), philosophe, théologien et savant musulman, commentateur des œuvres d’Aristote, soulève des débats passionnés qui auront une influence telle dans l’Occident médiéval qu’on parle d’averroïsme.
Les traductions d’Aristote et d’autres auteurs antiques gagnent l’Espagne sarrasine et la Sicile où l’on traduit activement les œuvres de l’arabe en latin. Tolède, conquise par les chrétiens en 1085, devient un lieu de contacts féconds entre culture musulmane et monde chrétien : de 1130 à 1150, l’archevêque Raymond d’Agen emploie des «médiateurs juifs» qui parlent hébreux, arabe, castillan et latin ou encore des savants chrétiens comme Gérard de Crémone. Ainsi les auteurs anciens et les commentaires arabes pénètrent en Occident influençant profondément la pensée d'auteurs chrétiens comme Albert le Grand et Thomas d’Aquin.
Cette théorie est aujourd’hui partiellement contestée par des historiens comme Jacques Heers ou Sylvain Gouguenheim. Ce dernier explique dans un ouvrage fort critiqué par ses pairs, Aristote au Mont-Saint-Michel,, qu’à côté de la transmission arabe, il aurait existé une filière directe de traductions du grec au latin, dont le Mont-Saint-Michel aurait été le centre au début du XIIe siècle, grâce à Jacques de Venise. Selon le conservateur des manuscrits médiévaux des traités d’Aristote à Avranches, cette théorie relève du « roman », les renseignements sur Jacques de Venise étant pratiquement inexistants et le Mont-Saint-Michel traversant une période troublée à cette époque. L’historien confirme néanmoins la reprise arabo-musulmane de nombreux éléments de la culture ou du savoir grecs, mais considère que la pensée d’Aristote n’y eut pas d’influence dans les secteurs de la politique et du droit, du moins du VIIIe au XIIe siècle.
Pour Gabriel Martinez-Gros, professeur à l’université de Paris X, « si le Moyen Âge occidental minimise l’apport des Arabes, c’est qu’il cherche avant tout à renouer avec un patrimoine antique qu’il tient pour sien ; l’Islam médiéval quant à lui exalte une Grèce antique sans parenté avec l’Empire byzantin ».